# Philip Ricci
Philip Carl Ricci (Sacramento, 31 maggio 1980) è un ex cestista e allenatore di pallacanestro statunitense, professionista nella D-League, in Europa e in Asia.

## Palmarès

### Squadra
- Campionato ceco: 1

ČEZ Nymburk: 2009-10
- Coppa della Repubblica Ceca: 1

ČEZ Nymburk: 2010

### Individuale
- All-NBDL Second Team (2004)